# Beinwil, Solothurn
För andra betydelser, se Beinwil.
Beinwil är en ort och kommun i distriktet Thierstein i kantonen Solothurn, Schweiz. Kommunen har 274 invånare (2023).